# Santiago de la Cruz
Santiago de la Cruz är en ort i Mexiko.   Den ligger i kommunen Celaya och delstaten Guanajuato, i den centrala delen av landet, 210 km nordväst om huvudstaden Mexico City. Santiago de la Cruz ligger 1 750 meter över havet och antalet invånare är 156.
Terrängen runt Santiago de la Cruz är platt åt nordost, men åt sydväst är den kuperad. Runt Santiago de la Cruz är det tätbefolkat, med 849 invånare per kvadratkilometer. Närmaste större samhälle är Celaya, 3,9 km nordost om Santiago de la Cruz. Trakten runt Santiago de la Cruz består till största delen av jordbruksmark.